# Albaniens parlament
Albaniens parlament (albanska: Kuvendi i Republikës së Shqipërisë, kort Kuvendi eller Parlamenti), tidigare Folkparlamentet (albanska: Kuvendi Popullor), är den högsta lagstiftande församlingen i Albanien. Parlamentet väljs vart fjärde år och består av en kammare med 140 folkvalda ledamöter. För valen till parlamentet är Albanien indelat i tolv valkretsar, antalet motsvarar landets administrativa indelning. Ett parti måste ha minst 2,5 procent av rösterna för att komma in i parlamentet. Nytillkomna lagar förtecknas i parlamentets officiella tidning Fletorja zyrtare e Republikës së Shqipërisë sedan 1922. Det moderna Albaniens parlament sammanträdde för första gången 1912.
Parlamentets talman är sedan september 2017 Gramoz Ruçi (PS). Vice talmän är Edi Paloka från det största oppositionspartiet Albaniens demokratiska parti (PD) och Vasilika Hysi från det regerande Albaniens socialistparti (PS). 
Presidenten utses på fem år av parlamentet och kan återväljas en gång. Den senaste presidentvalet hölls i april 2017.   

## Parlamentets talmän
Parlamentets talman är parlamentets ordförande och väljs av parlamentet efter varje parlamentsval varav dess mandatperiod är densamma som för ordinarie parlamentsledamöter. Sedan kommunismens fall i Albanien på 1990-talet har parlamentet haft ett flertal olika talmän från olika politiska partier.
| Namn             | Tillträdde        | Avgick            | Parti | Parti |
| ---------------- | ----------------- | ----------------- | ----- | ----- |
| Kastriot Islami  | 17 april 1991     | 6 april 1992      |       | PS    |
| Pjetër Arbnori   | 6 april 1992      | 24 juli 1997      |       | PD    |
| Skënder Gjinushi | 24 juli 1997      | 4 september 2001  |       | PSD   |
| Namik Dokle      | 4 september 2001  | 30 april 2002     |       | PS    |
| Servet Pëllumbi  | 30 april 2002     | 3 september 2005  |       | PS    |
| Jozefina Topalli | 3 september 2005  | 10 september 2013 |       | PD    |
| Ilir Meta        | 10 september 2013 | 24 juli 2017      |       | LSI   |
| Valentina Leskaj | 24 juli 2017      | 9 september 2017  |       | PS    |
| Gramoz Ruçi      | 9 september 2017  |                   |       | PS    |

## Nuvarande parlament
Det senaste valet till parlamentet hölls 25 juni 2017. De två största politiska partierna är Albaniens socialistparti samt Albaniens demokratiska parti. Efter det senaste valet har socialistpartiet egen majoritet i parlamentet medan oppositionen består av det demokratiska partiet och LSI.
| Symbol | Namn                                                                                   | Förkortn. | Ledare           | Ideologi | Mandat   |
| ------ | -------------------------------------------------------------------------------------- | --------- | ---------------- | --- | -------- |
|        | Albaniens socialistparti Partia Socialiste e Shqipërisë                                | PS        | Edi Rama         | Socialdemokrati, tredje vägen, progressivism, center-vänster-politik, västvänlig politik, modernism, socialliberalism | 74 / 140 |
|        | Albaniens demokratiska parti Partia Demokratike e Shqipërisë                           | PD        | Lulzim Basha     | Liberalkonservatism, konservatism, nationalism, pro-europeisk, center-höger-politik, ekonomisk liberalism             | 43 / 140 |
|        | Socialistiska rörelsen för integration Lëvizja Socialiste për Intigrim                 | LSI       | Monika Kryemadhi | Socialdemokrati, progressivism, center-vänster-politik                                                                | 19 / 140 |
|        | Partiet för rättvisa, integration och enighet Partia për Drejtësi, Integrim dhe Unitet | PDIU      | Shpëtim Idrizi   | Nationalism, högerpolitik, etnisk nationalism, Çamë-frågan                                                            | 3 / 140  |
|        | Albaniens socialdemokratiska parti Partia Socialdemokrate e Shqipërisë                 | PSD       | Skënder Gjinushi | Socialdemokrati, center-vänster-politik                                                                               | 1 / 140  |